# Amphipoea myopa
Amphipoea myopa là một loài bướm đêm trong họ Noctuidae.